# Sent Jàguen
Sent Jàguen (en francès Saint-Yaguen) és un municipi francès situat al departament de les Landes i a la regió de la Nova Aquitània.

## Demografia
| 1962                                       | 1968 | 1975 | 1982 | 1990 | 1999 | 2007 |
| ------------------------------------------ | ---- | ---- | ---- | ---- | ---- | ---- |
| 512                                        | 558  | 569  | 507  | 502  | 456  | 502  |
| Des de 1962: població sense dobles comptes |      |      |      |      |      |      |

## Administració
| Període   | Identitat          | Partit |
| --------- | ------------------ | ------ |
| 1977-1986 | Christian Lassalle |        |
| 1989-     | Vincent Lesperon   | PCF    |